# Hochland-Ameisenwürger
Der Hochland-Ameisenwürger (Thamnophilus aroyae, Syn.: Dysithamnus aroyae), zählt innerhalb der Familie der Ameisenvögel (Thamnophilidae) zur Gattung Thamnophilus.
Die Art kommt in den östlichen Anden von Bolivien und südöstlich in Peru vor.
Das Verbreitungsgebiet umfasst tropischen oder subtropischen feuchten Bergwald und Sekundärwald, gerne in dichtem Bambusdickicht zwischen 800 und 1700 m Höhe.
Der lateinische Artzusatz bezieht sich auf La Oroya (Aroya) in Peru.
 

## Merkmale
Der Vogel ist etwa 15 cm groß und wiegt um die 20 g. Die Iris ist blass weiß- oder gelblich, der kräftige Schnabel ist auf der Oberseite dunkel-, auf der Unterseite hellgrau und hat einen kleinen Haken an der Spitze, die Füße sind grau oder blaugrau. Das Männchen ist hauptsächlich grau mit Schwarz auf Kappe, Flügeln und Schwanz. Die Flügeldecken und Steuerfedern haben weiße Spitzen, die Schwanzunterseite ist leicht gebändert. Das Weibchen ist überwiegend olivbraun mit rotbrauner Kappe, grauen Ohrdecken und blasser gefärbter Unterseite.
Die Art ist monotypisch.

## Stimme
Der Gesang wird als kurze, schnelle Folge nasaler Töne beschrieben, oftmals abfallend endend „wunh-wanh-wanh-wanh-wanh-wanh-wháyaah“ oder „wur wur-wur-wur-wur'rrrr“.

## Lebensweise
Die Nahrung besteht aus Insekten, die in dichtem Gebüsch bis 6 m oberhalb des Erdbodens gesucht werden.
Brutzeit und Nestform sind nicht bekannt.

## Gefährdungssituation
Der Bestand gilt als nicht gefährdet (Least Concern).